# Манжура, Иван Иванович
Иван Иванович Манжура (1851—1893) — украинский поэт, писатель

, фольклорист, этнограф, журналист, лексикограф, историк, социолог, переводчик с русского и немецкого языков на украинский; племянник языковеда Александра Афанасьевича Потебни.

## Биография
Иван Манжура родился 20 октября (1 ноября) 1851 года в городе Харькове, в семье мелкого чиновника. Учился в Харьковском ветеринарном институте, откуда был отчислен.
Манжура проявил большой интерес к украинскому фольклору и в своих поездках по Украине записал много произведений устного народного творчества. В связи с этим на Манжуру обратили внимание харьковские учёные Н. Ф. Сумцов и А. А. Потебня, при содействии которых он и начал печатать свои работы.

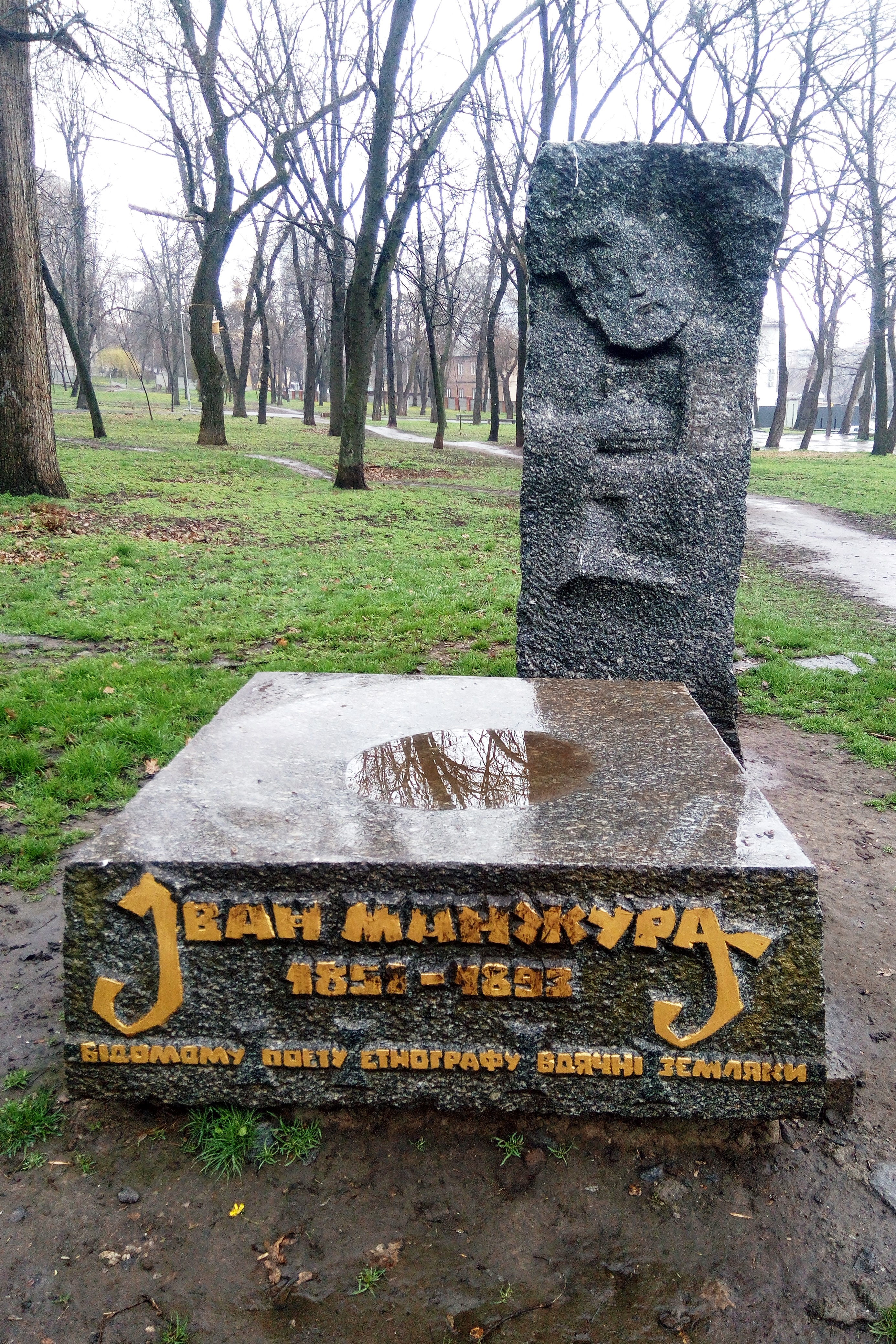
Памятник-кенотаф
Ивану Манжуре

Манжура впервые выступил на литературном поприще (под псевдонимом «Иван Каличка»; укр. Іван Калічка) с художественной обработкой украинских народных сказок, которые были изданы отдельными книжками в Екатеринославе в 1885 и 1886 гг. Многие фольклорные записи Ивана Ивановича Манжуры были использованы позднее М. П. Драгомановым («Сборник малорусских преданий»).
Сборник оригинальных лирических произведений И. Манжуры под названием «Степові думи та співи» был издан в столице Российской империи городе Санкт-Петербурге в 1889 году под ред. А. А. Потебни.
Во многих стихотворениях И. И. Манжуры отображается тяжёлая трудовая жизнь народа, и, согласно «ЭСБЕ», в них отразилась и «бездомная, скитальческая жизнь поэта, проведённая в бедности и болезни». Поэзия Манжуры проникнута демократическими настроениями и развивалась под сильным влиянием Тараса Шевченко и Николая Алексеевича Некрасова; Манжура широко использовал образность украинской народной поэзии.
Иван Иванович Манжура умер 3 (15) мая 1893 года в городе Екатеринославе и был погребён на Севастопольском кладбище.